# トレチャHNL
ドルガ・ノゴメトナ・リーガ（クロアチア語: Druga nogometna liga）は、クロアチアの最上位サッカーリーグであるフルヴァツカ・ノゴメトナ・リーガから数えて3番目のカテゴリーである。略称はドルガNL、2.NL。
1992年のリーグ開幕当初は4つのカテゴリ(North、South、West、Center)に分かれていたが、1992-93シーズンからEastが追加され、地域別に5つのカテゴリに分かれてリーグ戦を行なっている。

## 2020-21シーズン所属クラブ

### North
- NKビェロヴァル
- NKグラニチャル・ジュルジェヴァツ
- NKラドニク・クリジェヴツィ
- NKムラドスト・ジュドラロヴィ
- NKパプク・オラホヴィツァ
- NKポドラヴァツ・ヴィリェ
- NKポドラヴィナ・ルドブレグ
- NKポレト・スヴェティ・マルティン・ナ・ムリ
- NKルダル・ムルスコ・スレディシュチェ
- NKテフニチャル・ツヴェトコヴェツ
- NKヴァルテクス・ヴァラジュディン
- NKヴィロヴィティツァ

### Center
- NKビストラ
- NKドゥゴ・セロ
- NK HAŠKザグレブ
- NKヤルン
- NKカルロヴァツ1919
- NKルチコ
- NKマクシミル・ザグレブ
- GSNKムラドスト・ペトリニャ
- NKポニクヴェ
- HNKセゲスタ・シサク
- NKシュパンスコ
- NKトレシュニェヴカ
- NKトルニェ
- NKクリロヴェツ
- NKヴラプチェ・ザグレブ
- NKヴルボヴェツ
- NKザゴレツ・クラピナ
- NKガイ・マチェ

### West
- NKブイェ
- NKツレス
- NKツリクヴェニツァ
- NKグロブニツァン
- NKヤドラン・ポレチュ
- NKクルク
- NKナプリイェド・フレリン
- NKネハイ・セニ
- NKノヴィグラード
- NKパジンカ＝パジン
- NKロヴィニ
- NKルダル・ラビン
- NKウリャニク・プラ
- NKヴィノドル

### East
- NKベデム・イヴァンコヴォ
- NKベリシュチェ
- NKチェピン
- HNKジャコヴォ＝クロアツィア
- NKグラニチャル・ジュパニャ
- NKクティエヴォ
- NKマルソニア・スラヴォンスキ・ブロド
- NK NAŠKナシツェ
- NKオリオリク
- NKスラヴィヤ・プレテルニツァ
- NKスラヴォナツ・ブコヴリェ
- NKスラヴォニヤ・ポジェガ
- NKスロガ・ノヴァ・グラディシュカ
- NKヴァルポヴカ
- NKヴィホル・イェリサヴァツ
- HNKヴコヴァル1991
- NKヴテクス＝スロガ
- NKズリンスキ・ユリェヴァツ・プニトヴァチュキ

### South
- NK BSKズマイ・ブラト
- NK GOŠKドゥブロヴニク
- NKフルヴァツェ
- NKフルヴァツキ・ヴィテズ・ポセダリェ
- NKヤドラン・ルカ・プロチェ
- NKカメン・イヴァンベゴヴィナ
- NKネレトヴァ・メトコヴィチ
- NKネレトヴァナツ・オプゼン
- NK OSKオトク
- HNKプリモラツ・ビオグラド・ナ・モル
- HNKスロガ・ムラヴィンツェ
- RNKスプリト
- NKウラニア・バシュカ・ヴォダ
- NKウスコク・クリス
- NKヴォディツェ
- NKザゴラ・ウネシッチ
- RNKズマイ・マカルスカ